# Хафельберг
Хафельберг (Гавельсберг, Хоболин) (нем. Havelberg) — город в Германии, ганзейский город, расположен в земле Саксония-Анхальт.
Входит в состав района Штендаль. Население составляет 6926 человек (на 31 декабря 2010 года). Занимает площадь 149,13 км². Официальный код — 15 3 63 047.
Город подразделяется на 14 городских районов.

## История

### Славянская крепость
На территории этой территории проживали славянские племена брежан и стодорян. Город был столицей брежан.
В 928 году король Генрих Птицелов во время покорения полабских славян включил эти земли в состав империи.
В 946 году Оттон I Великий основал Хафельсбергское епископство.
Во время славянского восстания 983 года эти земли вновь обрели свободу от империи. Став частью лютического союза племен.
В 1101 году войска Удо Штаде после четырёхмесячной осады вновь завладели соседним Бранибором, взяв под контроль долину Гавелы.
В 1105 году племена брежан и стодорян подняли восстание. А Генрих Бодричский вместе с нордальбингами их разбил. Брежане и стодоряне покорились Генриху, а глиняне его сыну Мстивою.
Грацианский писал, что в область около города Хафельберг правил князь Виркинд. Через какое то время после его правления Прибыслав-Генрих Браниборский передал эти земли своему крестнику сыну Альбрехта Медведя — Оттону.
Грацианский считал, что это произошло в 1130 году. Но сыновья Вирикинда, бывшего князя этой земли не согласились с этим решением. И в 1136 году вместе с Ратибором князем Поморским захватили Гавельберг и даже вторглись в Старую Марку владения Альбрехта Медведя. Но тот отбил Гавельсберг.
Во время вендского крестового похода южная армия крестоносцев из Магдебурга двигалась к Поморью через Гавельсберг. В этом городе крестоносцы планировали свою кампанию.

### Часть империи
В 1716 году после встречи в Гавельсберге Петра Великого и Фридриха Вильгельма I между ними был заключен союз. А прусский король подарил Янтарную комнату.

### Современная история
В 1952—1990 годы после создания округа Магдебург Хафельсберг входил в него, являясь центром района (Kreis) Хафельсберг.

## Фотографии

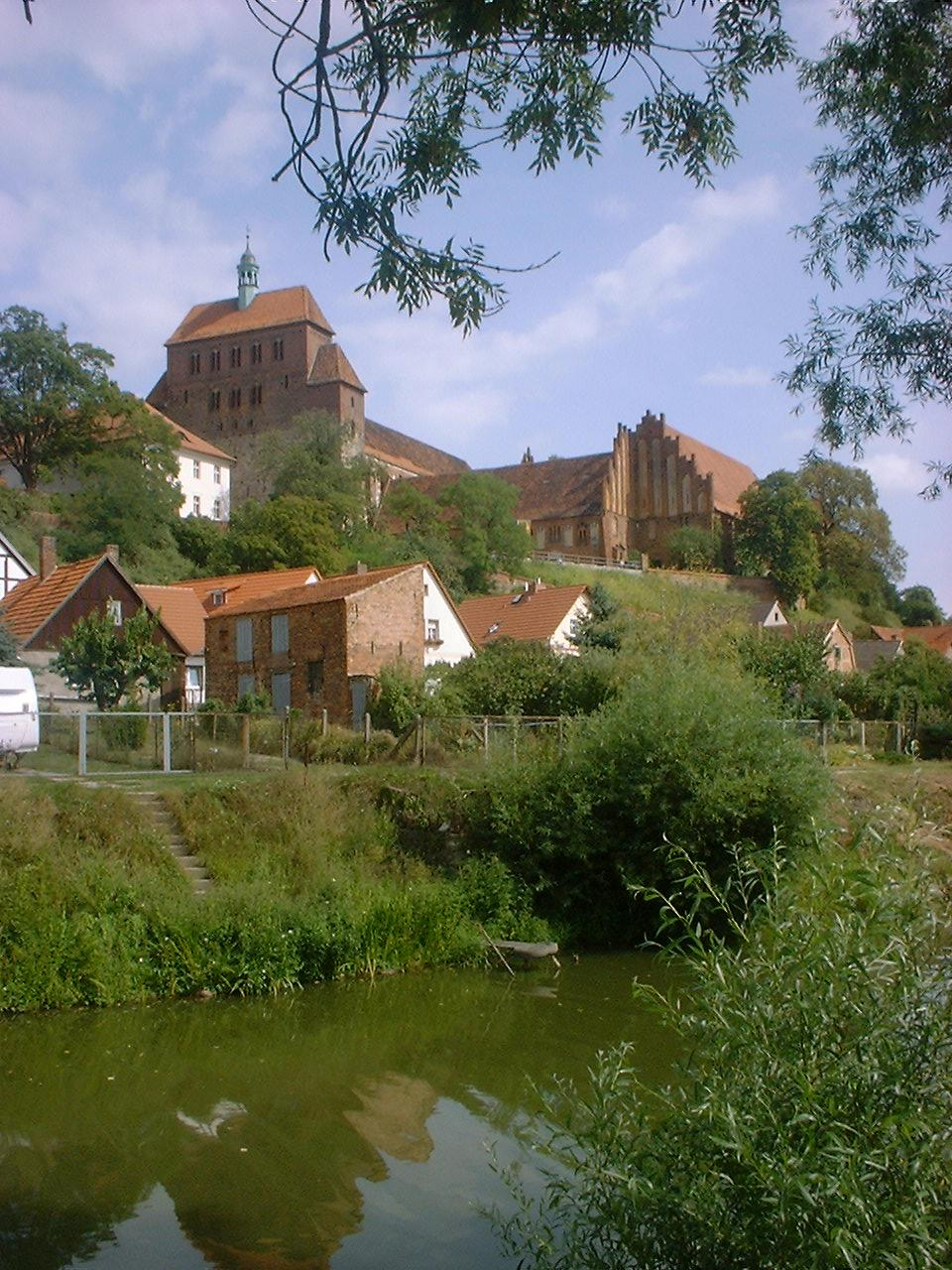
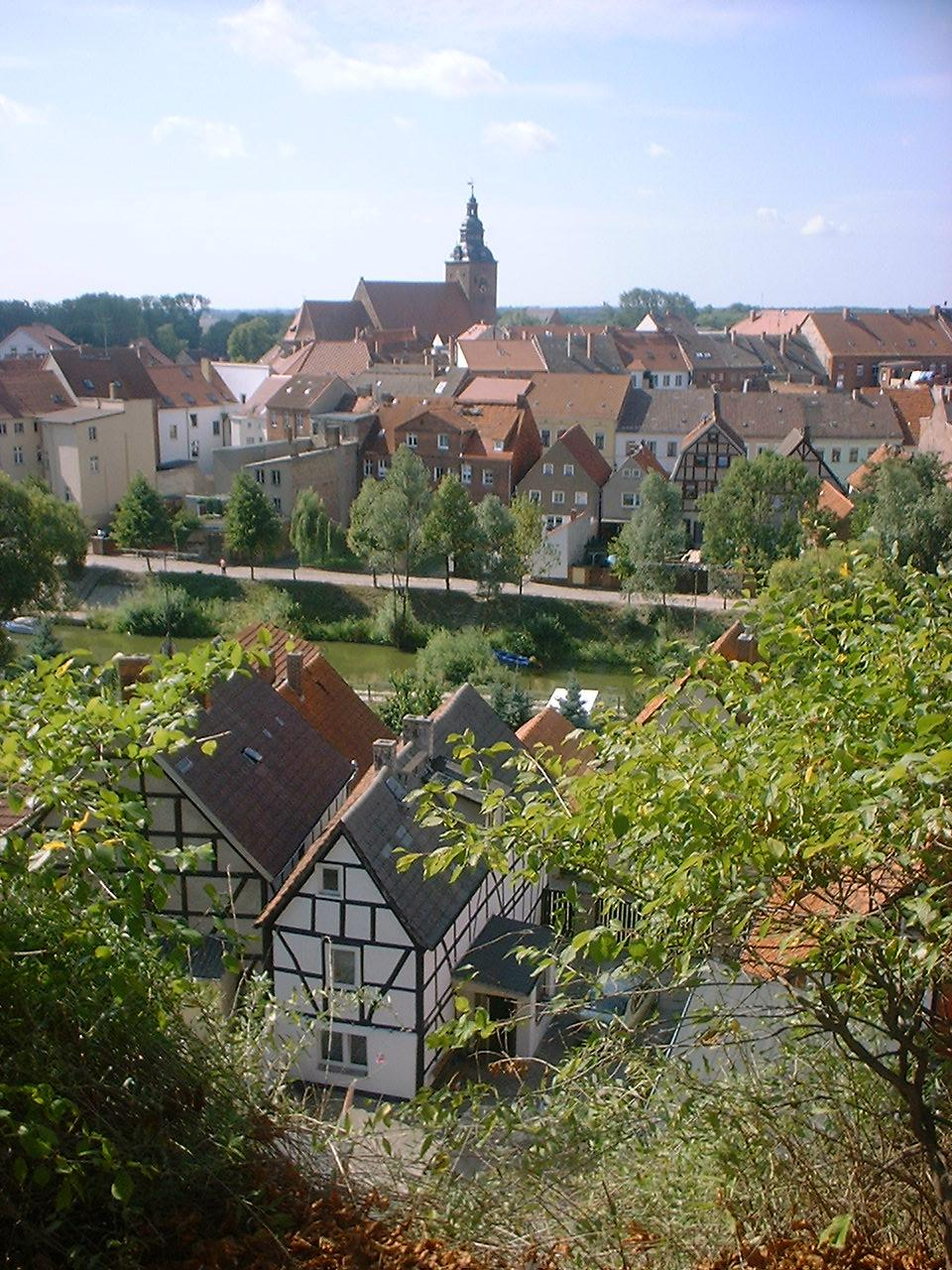
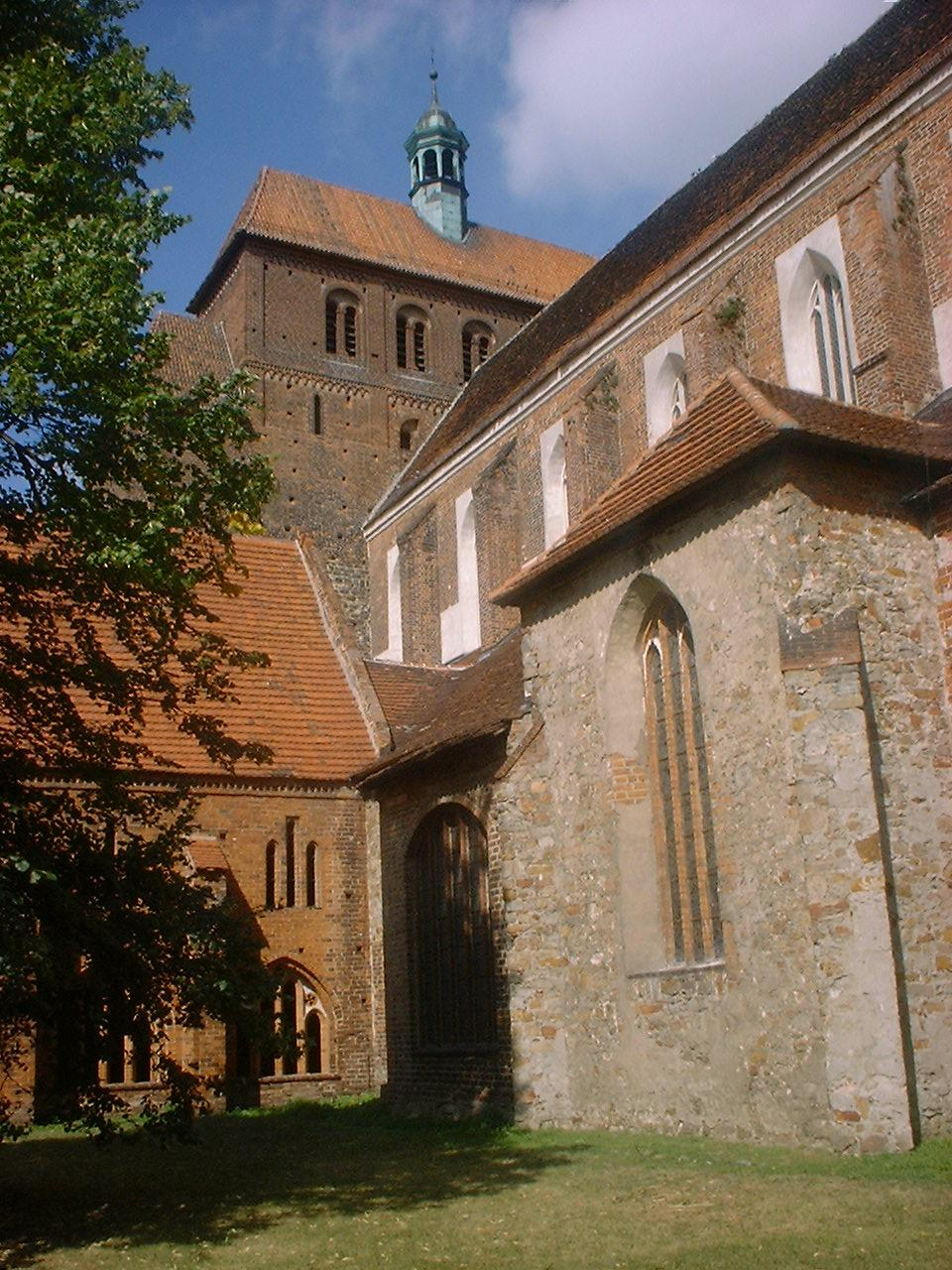
Монастырь